# Cymothoe praeformata
Cymothoe praeformata är en fjärilsart som beskrevs av Frans G.Overlaet 1942. Cymothoe praeformata ingår i släktet Cymothoe och familjen praktfjärilar. Inga underarter finns listade i Catalogue of Life.